# Regierung Nordli
Die norwegische Regierung Nordli bestand vom 15. Januar 1976 bis zum 4. Februar 1981 und wurde von Ministerpräsident Odvar Nordli (Arbeiderpartiet) geführt. Sie folgte auf die Regierung Bratteli II und wurde von der Regierung Brundtland I abgelöst. Der Regierung gehörten ausschließlich Minister der Arbeiderpartiet (Ap) an. Am 11. Januar 1978, 8. Oktober 1979 sowie 3. Oktober 1980 kam es jeweils zu Regierungsumbildungen.

## Minister
| Ressort                                                                              | Minister | Partei                                          |
| ------------------------------------------------------------------------------------ | --- | ----------------------------------------------- |
| Ministerpräsident                                                                    | Odvar Nordli                                                                                                | Arbeiderpartiet                                 |
| Äußeres                                                                              | Knut Frydenlund                                                                                             | Arbeiderpartiet                                 |
| Justiz und Polizei                                                                   | Inger Louise Valle 8. Oktober 1979 Andreas Zeier Cappelen 3. Oktober 1980 Oddvar Berrefjord                 | Arbeiderpartiet Arbeiderpartiet Arbeiderpartiet |
| Finanzen und Zölle                                                                   | Per Kleppe 8. Oktober 1979 Ulf Sand                                                                         | Arbeiderpartiet Arbeiderpartiet                 |
| Industrie                                                                            | Bjartmar Gjerde 11. Januar 1978 Olav Haukvik 8. Oktober 1979 Lars Skytøen                                   | Arbeiderpartiet Arbeiderpartiet Arbeiderpartiet |
| Öl und Energie                                                                       | 11. Januar 1978 Bjartmar Gjerde 3. Oktober 1980 Arvid Johanson                                              | Arbeiderpartiet Arbeiderpartiet                 |
| Verbraucher und Verwaltung                                                           | Annemarie Lorentzen 11. Januar 1978 Kirsten Myklevoll 8. Oktober 1979 Sissel Rønbeck                        | Arbeiderpartiet Arbeiderpartiet Arbeiderpartiet |
| Fischerei                                                                            | Eivind Bolle                                                                                                | Arbeiderpartiet                                 |
| Kommunen und Arbeit                                                                  | Leif Aune 11. Januar 1978 Arne Nilsen 8. Oktober 1979 Inger Louise Valle 3. Oktober 1980 Harriet Andreassen | Arbeiderpartiet Arbeiderpartiet Arbeiderpartiet |
| Umwelt                                                                               | Gro Harlem Brundtland 8. Oktober 1979 Rolf Hansen                                                           | Arbeiderpartiet Arbeiderpartiet                 |
| Verkehr und Kommunikation                                                            | Ragnar Christiansen 11. Januar 1978 Asbjørn Jordahl 8. Oktober 1979 Ronald Bye                              | Arbeiderpartiet Arbeiderpartiet Arbeiderpartiet |
| Kirchen und Unterricht                                                               | Kjølv Egeland 8. Oktober 1979 Einar Førde                                                                   | Arbeiderpartiet Arbeiderpartiet                 |
| Verteidigung                                                                         | Rolf Hansen 8. Oktober 1979 Thorvald Stoltenberg                                                            | Arbeiderpartiet Arbeiderpartiet                 |
| Landwirtschaft                                                                       | Oskar Øksnes                                                                                                | Arbeiderpartiet                                 |
| Soziales                                                                             | Ruth Ryste 8. Oktober 1979 Arne Nilsen                                                                      | Arbeiderpartiet Arbeiderpartiet                 |
| Handel und Schifffahrt                                                               | Hallvard Bakke 8. Oktober 1979 Reiulf Steen                                                                 | Arbeiderpartiet                                 |
| Leiter des Sekretariat für Seerecht und Fischereigrenzangelegenheiten (Ministerrang) | Jens Evensen Amt abgeschafft am 31. Dezember 1978                                                           | Arbeiderpartiet                                 |
| Leiter für Langzeitplanungen und Zusammenarbeitsangelegenheiten (Ministerrang)       | 1. Januar 1980 Per Kleppe                                                                                   | Arbeiderpartiet                                 |